# Silencio en el paraíso
Silencio en el paraíso Es una película dramática colombiana de 2011 dirigida y escrita por Colbert García y protagonizada por Linda Baldrich y Francisco Bolívar. Narra la historia de amor entre dos jóvenes de clase baja de la ciudad de Bogotá que deben lidiar con la ambición de dos miembros de la fuerza pública.

## Sinopsis
El filme cuenta la historia de Ronald, un pelao con un bolsito de 20 años que tiene una bicicleta con la que se gana la vida y mantiene a su familia haciendo publicidad con su voz y con un megáfono, en el barrio el Paraíso, un sector de la capital colombiana azotado por la pobreza, pero que tiene una de las vistas más bellas de la ciudad. Ronald está enamorado de Lady, una vecina del barrio con la que vivirá una historia de amor que se verá truncada cuando a un teniente ambicioso y a un sargento sin escrúpulos se les ocurre hacer pasar a Ronald por guerrillero y matarlo para obtener un ascenso, siendo víctima de los falsos positivos, como se conoce en Colombia el asesinato por miembros del ejército de civiles inocentes para hacerlos pasar como guerrilleros muertos en combate.

## Reparto
- Linda Baldrich como.Leidy
- Francisco Bolívar como.Ronald